# Аль-Хакім I
Абу-ль-Аббас Ахмед ібн Хасан ібн Абу Бакр аль-Хакім бімріллах (? — 1302) — другий аббасидський халіф Каїра. Його нащадки займали цю посаду аж до завоювання Єгипту Османською імперією (1517).
Ахмед ібн Хасан походив родом від багдадського халіфа аль-Мустаршида (1118—1135). Після взяття Багдада монголами Хулагу (1258) він залишив місто і деякий час мандрував з бедуїнами хафаджа. Потім вирушив до Сирії, де знайшов заступництво могутнього арабського вождя Іси ібн Муханна. Ахмед намагався встановити зв'язки з айюбідським правителем Дамаска і Халеба ан-Насір Юсуфом, що не вдалось через вторгнення до Сирії монголів. После перемоги мамлюків битви при Айн-Джалуті (3 вересня 1260) Іса ібн Муханна дав зрозуміти про появу Ахмеда султану Єгипту Кутузу, котрий пообіцяв скласти йому присягу як халіфу. Однак Бейбарс який невдовзі замінив Кутузу поставив халіфом в Каїрі під іменем аль-Мустансір іншого втікача з Багдада, нащадка аббасіда аз-Захіра. Аль-Хакім втік до Халеба, де його признав халіфом мамлюкський емір Аккуш аль-Барлі, який на деякий час захопив владу в місті. Аккуш аль-Барлі дав аль-Хакіму приблизно шістьсот туркменських вершників, з якими той вирушив до Харрана. На південь від міста Ана, розташованого на березі Євфрата, відбулась зустріч з каїрським халіфом аль-Мустансіром, який рухався з невеликим військом в сторону Багдада. Туркмени перейшли на його сторону, і аль-Хакіму нічого не залишалось, як визнати верховенство аль-Мустансіра і приєднатися до його походу. Після розгрому халіфського війська монголами поблизу Анбара 28 листопада 1261 року аль-Хакім втік з невеликим загоном з поля бою, і повернувся в Сирію до Іси ібн Муханна.

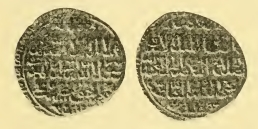
Динар аль-Ашраф Халіля

Аль-Хакім прибув до Каїру в березні 1262 року, але визнання його халіфом відбулося лише 16 листопада. В прочитаній на наступний день хутбі халіф уславив султана і проголосив джихад проти невірних. Аль-Хакіму була збудована резиденція в одній із веж каїрської Цитаделі, де він мав удосконалювати свою релігійну освіту. Хоча перший час ім'я халіфа карбувалось на монетах, сам він брав мало участі в політичному житті. Лише в дипломатичних стосунках султана Бейбарса з Берке, правителем Золотої Орди, аль-Хакім зіграв визначну роль. Бейбарсу бул вркай необхідний союзник проти ільхана Хулагу, якого султан сподівався знайти в запопадному мусульманині Берке. Тому посольство джучидського правителя, що прибуло до Каїру в травні 1263 року, почуло в п'ятничній проповіді халіфа ім'я свого господаря відразу після імені Бейбарса. А потім посли були удостоєні аудієнції у аль-Хакіма, котрий закликав Берке до Священної війни.
У 1291 і 1292 роках халіф чотири рази виступав з проповідями в мечеті під час п'ятничного богослужіння, чого не робили і багдадські халіфи з 940 року, дати смерті халіфа ар-Раді. 1298 року аль-Хакім здійснив хадж у Мекку. В Єгипті він до того часу вже був позбавлений зовнішніх атрибутів влади; звичай карбувати ім'я халіфа на монетах скасували і не був відновлювали при його наступниках. У Мецці й Медіні в хутбі згадували лише ім'я султана. Імені халіфа нема навіть на монетах султана аль-Ашраф Халіля (1290—1293), який називав себе «оживителем аббасидської держави».